# 走るひと
『走るひと』（はしるひと）は、1milegroup株式会社（ワンマイルグループ）から発行される日本のランニングカルチャー誌である。年2回発行。